# Дехановка (деревня)
Дехановка — деревня в Бейском районе Хакасии. Находится в 6 км к югу от райцентра — с. Бея, на р. Дехановка.
Население — 112 чел. (01.01.2004), в осн. русские. Название происходит от одноимённой заимки зажиточного крестьянина Деханова, основано в 1880. В 1928 в деревне образовано машинное товарищество, в 1930 реорганизовано в колхоз «Имени Щетинкина», который в 1960-е стал подразделением совхоза «Им. XXIII Партсъезда». Имеются сельский клуб, медпункт.

## Население
| 2002 | 2010 |
| ---- | ---- |
| 107  | ↘91  |